# واريونيا
واريونيا هي شجيرة عطرية من عائلة الأقحوان، وهو مستوطن في الجزائر والمغرب، وهو معروف محليًا في اللغة الأمازيغية باسم أفصاص أو أبصاص أو تزارت نفيص. يبلغ ارتفاع واريونيا مترين وأحياناً 15 سم فقط، وتحتوي رؤوس الزهور المجمعة على زهيرات قرصية صفراء.

## أماكن التواجد
الواريونية الصحراوية هي مستوطنة في المغرب بين تمنار وسيدي إفني وأرفود وفجيج ، والجزائر في ولاية النعامة ومنطقة بني ونيف. ينمو على منحدرات الأطلس الكبير والأطلس الصغير والأطلس الصحراوي ، على طول ساحل جنوب المغرب، وفي الصحراء، على صخور المافيك والسيليسي، على ارتفاعات بين مستوى سطح البحر و 1300 متر.
في سيدي إفني، وُجد أنه ينمو مع الفربيون echinus و E. Obstusifolia و Senecio anteuphorbium. يفقد هذا النوع أوراقه عندما ينخفض توافر المياه الموسمية إلى ما دون عتبة في الصيف، ولكنه في الزراعة يحتفظ بأوراقه طالما يتم سقيها بشكل مناسب.
في البرية يحدث أن تكون خالية من الآفات، باستثناء الماعز التي يمكن أن يكون لها تأثير ضار عليها. ينضج حبوب اللقاح قبل أن تكون الأنماط خصبة وهذا يجعل الأنواع تعتمد على التلقيح المتبادل. نظرًا لأن الأفراد عادةً ما يظهرون بعيدين عن بعضهم البعض وقد تكون الحشرات الملقحة نادرة، فقد تكون خصوبة البذور منخفضة.